# Lucjan Jaskólski
Lucjan Jaskólski (ur. 17 marca 1930 w Maleńcu, zm. 9 kwietnia 2022) – polski działacz partyjny i państwowy, administratywista, podsekretarz stanu w Ministerstwie Handlu Wewnętrznego i Usług (1978–1982).

## Życiorys
Syn Antoniego i Marianny. W 1951 uzyskał tytuł technika elektryka na Wydziale Elektrycznym w Gimnazjum Przemysłu Węglowego, a w 1969 zaoczne studia administracyjne na Uniwersytecie Warszawskim. Należał do Związku Walki Młodych (1945–1948) i Związku Młodzieży Polskiej (1948–1952), a w 1952 wstąpił do Polskiej Zjednoczonej Partii Robotniczej. Pełnił funkcję I sekretarza OOP i POP PZPR w zakładach pracy. Od 1951 do 1952 kreślarz i młodszy konstruktor w Centralnym Biurze Projektowo-Technologicznym. Następnie pomiędzy 1952 a 1958 starszy inspektor w Ministerstwie Przemysłu Maszynowego i Ministerstwie Przemysłu Ciężkiego. Zajmował stanowiska dyrektora naczelnego Zakładów Elektronicznych „Warel” w Warszawie (1958–1969) i Zjednoczenia Przemysłu Elektronicznego i Teletechnicznego „Unitra” (1969–1978). Od października 1978 do września 1982 pozostawał podsekretarzem stanu w Ministerstwie Handlu Wewnętrznego i Usług.
21 kwietnia 2022 został pochowany na Cmentarzu Bródnowskim w Warszawie.

## Odznaczenia
Odznaczony m.in. Krzyżem Oficerskim Orderu Odrodzenia Polski i Legią Honorową V klasy.